# Abax
Abax ist eine Gattung der Laufkäfer aus der Unterfamilie der Harpalinae.

## Merkmale
Die Käfer werden 11 und 25 Millimeter lang. Sie sind robust gebaute, meist tief schwarze Carabiden. Meist sind die Männchen glänzender als die Weibchen. Die Basis des Halsschildes ist breit. Schultern und Flügeldecken-Basalrand sind ungefähr gleich breit. Im dritten Flügeldecken-Intervall sind keine Porenpunkte vorhanden. Die Tarsen sind oben unbehaart. Das dritte Glied der Fühler ist maximal so lang wie das erste, meist aber kürzer. Die Fühler sind erst ab dem vierten Glied behaart. Die Cerci der Larven sind 5- bis 4-gliedrig, ihre Mandibeln sind gekrümmt und stark hervorragend.

## Systematik
Die Gattung Abax gehört zur Tribus Pterostichini. Ihr werden 17 Arten zugeordnet. Sie ist in Europa und in Kleinasien heimisch. Die größte Artenvielfalt tritt in den Alpen auf. Eine Art, Abax parallelepipedus, wurde in die Nearktis (Atlantikprovinzen Kanadas) eingeschleppt. In Mitteleuropa (ME) kommen 7 Arten der Gattung vor.
- Abax arerae Schauberger, 1927
- Abax baenningeri Schauberger, 1927
- Abax beckenhaupti (Duftschmid, 1812) – ME
- Abax carinatus (Duftschmid, 1812) – ME
- Abax continuus Baudi di Selve, 1876
- Abax ecchelii Bertolini, 1887
- Abax exaratus (Dejean, 1828) – ME
- Abax fiorii Jakobson, 1907
- Abax oblongus (Dejean, 1831)
- Abax ovalis (Duftschmid, 1812) – Ovaler Breitkäfer, ME
- Abax parallelepipedus (Piller & Mitterpacher, 1783) – Großer Breitkäfer, ME
- Abax parallelus (Duftschmid, 1812) – ME
- Abax pilleri Csiki, 1916
- Abax pyrenaeus (Dejean, 1828)
- Abax schueppeli Palliardi, 1825 – ME
- Abax springeri G. Müller, 1925
- Abax teriolensis Schauberger, 1921